# Microbuthus fagi
Microbuthus fagi is een schorpioenensoort uit de familie van de Buthidae. De wetenschappelijke naam van de soort is voor het eerst geldig gepubliceerd in 1949 door Vachon.